# Silvano Ambrosioni
Silvano Ambrosioni (Milano, 5 maggio 1942 – Aosta, 17 novembre 2004) è stato un giocatore di baseball e allenatore di baseball italiano.
È stato giocatore del Lodi e del Milano Baseball 1946, con cui ha vinto due scudetti e due Coppe dei Campioni. Complessivamente ha disputato 5 stagioni in serie A, giocando sia come interno sia come esterno, chiudendo con una media battuta di .241, con 56 valide e 24 punti battuti a casa in 98 partite giocate.
Successivamente è stato allenatore della Nazionale di baseball dell'Italia per due periodi, prima dal 1975 al 1978, poi dal 1985 fino al 2000. Sotto la sua guida la nazionale italiana ottenne i migliori risultati in un campionato mondiale, ottenendo un quarto posto ai campionati mondiali disputati in Italia nel 1998. Vinse anche quattro titoli europei.
La Federazione Italiana Baseball Softball (FIBS) ha ritirato il numero 7 della nazionale in suo onore, e nel 2005 l'ha inserito nella Hall of Fame del baseball italiano.

## Palmarès

### Giocatore

#### Club

##### Competizioni nazionali
- Campionati italiani: 2

Milano: 1968, 1970

##### Competizioni internazionali
- European Champions Cup: 2

Milano: 1969, 1970

### Allenatore

#### Nazionale
- Campionati Europei: 4

Paesi Bassi 1977, Francia 1989, Italia 1991, Francia 1997